# Уортон, Томас
Томас Уортон (англ. Thomas Warton; 9 января 1728 — 21 мая 1790) — английский историк литературы, критик и поэт, профессор поэзии Оксфордского университета. С 1785 по 1790 год он был поэтом-лауреатом Англии. Его часто называют Томасом Уортоном-младшим, чтобы отличить его от его отца, Томаса Уортона-старшего (1688—1745).

## Биография
Томас Уортон родился 9 января 1728 года в Бэйсингтоке, Хэмпшир. Стихи начал писать ещё в детстве. Старший брат — поэт Джозеф Уортон. Начальное образование ему дал дома его отец, в 16 лет он поступил в Винчестерский колледж, после перейдя в Тринити-колледж в Оксфорде, который окончил в 1747 году. Уортон был выбран в качестве поэта-лауреата Оксфорда в 1747 году и вновь в 1748 году. Его обязанностью на этом посту было написать стихотворение об избранной покровительнице университета, которое он должен был читать ей в специально назначенный день.
Уортон был назначен профессором поэзии в университете в 1757 году, — должность, которую он занимал в течение десяти лет. В 1771 году он был назначен ректором Киддингтона в графстве Оксфордшир, эту должность он занимал до своей смерти. В 1785 году он был назначен Камденским профессором истории, а также вновь поэтом-лауреатом. Он был другом и соперником Сэмюэля Джонсона, на его поэзию оказали сильное влияние ранние английские поэты, такие, как Чосер, Дрейтон, Фэйрфакс и Спенсер.
Автор фундаментальной «Истории английской литературы» (1774-1781).
Умер 21 мая 1790 года в городе Оксфорде.